# Nové Křečany
Nové Křečany (do roku 1946 Nový Ehrenberk, německy Neu Ehrenberg) je vesnice, část obce Staré Křečany v okrese Děčín. Nachází se asi dva kilometry na severozápad od Starých Křečan. Je zde evidováno 143 adres. V roce 2011 zde trvale žilo 174 obyvatel.
Nové Křečany leží v katastrálním území Staré Křečany o výměře 19,08 km².

## Historie
Nejstarší písemná zmínka pochází z roku 1686. Do roku 1946 nesla obec název Nový Ehrenberk.

## Obyvatelstvo
|                                                                        | 1869  | 1880  | 1890  | 1900  | 1910  | 1921  | 1930  | 1950 | 1961 | 1970 | 1980 | 1991 | 2001 | 2011 |
| ---------------------------------------------------------------------- | ----- | ----- | ----- | ----- | ----- | ----- | ----- | ---- | ---- | ---- | ---- | ---- | ---- | ---- |
| Obyvatelé                                                              | 1 612 | 1 582 | 1 465 | 1 328 | 1 288 | 1 072 | 1 071 | 296  | 275  | 223  | 174  | 155  | 174  | 174  |
| Domy                                                                   | 191   | 200   | 200   | 204   | 206   | 211   | 212   | 179  | .    | 57   | 41   | 85   | 91   | 85   |
| Počet domů z roku 1961 je zahrnut v domech místní části Staré Křečany. |       |       |       |       |       |       |       |      |      |      |      |      |      |      |